# Skautský oddíl Velena Fanderlika
Skautský oddíl Velena Fanderlika je občanské sdružení oldskautů a oldskautek zapojených ve 3. odboji a v exilových skautských organizacích. Oddíl je jednou z menších alternativních organizací, které působí v rámci českého skautingu.
Oddílovým pokřikem je heslo „Před zlem nikdy neutíká skaut Velena Fanderlika!“

## Organizace a členění oddílu
Oddíl tvoří družiny po celém území České republiky, oddíl však má i své zahraniční členy – na Slovensku, v Německu, Švýcarsku, USA, Austrálii, Kanadě a v dalších státech světa. Členové oddílu se scházejí jednou ročně na sněmu, který se koná vždy na jiném místě České republiky. Vedení oddílu je voleno na období dvou let.

## Podmínky přijetí
Členy se mohou stát skauti nebo skautky starší 30 let, které perzekvoval komunistický či nacistický režim a kteří byli či jsou činní v některé skautské organizaci.

## Odznak
Odznak tvoří bílý modře orámovaný erb s modrým mečem s dvoulistou červenou růžicí.